# Gabriel Guerra
Gabriel Miguel Guerra (Florencio Varela, 17 aprile 1993) è un ex calciatore argentino, di ruolo attaccante.

## Carriera

### Club
È cresciuto nelle giovanili del Boca Juniors.

## Statistiche

### Presenze e reti nei club
Statistiche aggiornate al 30 gennaio 2017.
| Stagione        | Squadra            | Campionato      | Campionato | Campionato | Coppe nazionali | Coppe nazionali | Coppe nazionali | Coppe continentali | Coppe continentali | Coppe continentali | Altre coppe | Altre coppe | Altre coppe | Totale | Totale | Totale |
| Stagione        | Squadra            | Comp            | Pres       | Reti       | Comp            | Pres            | Reti            | Comp               | Pres               | Reti               | Comp        | Pres        | Reti        | Pres   | Reti   |        |
| --------------- | ------------------ | --------------- | ---------- | ---------- | --------------- | --------------- | --------------- | ------------------ | ------------------ | ------------------ | ----------- | ----------- | ----------- | ------ | ------ | ------ |
| 2015            | PKNS               | SL              | 22         | 16         | CM+CdL          | 1+9             | 0+4             |                    | -                  | -                  |             | -           | -           | 32     | 20     |        |
| 2016            | PKNS               | SL              | 22         | 15         | CM+CdL          | 5+7             | 2+3             |                    | -                  | -                  |             | -           | -           | 34     | 20     |        |
| Totale PKNS     | Totale PKNS        | Totale PKNS     | 44         | 31         |                 | 22              | 9               |                    | -                  | -                  |             | -           | -           | 66     | 40     |        |
| 2017            | Johor Darul Ta'zim | SL              | 20         | 7          | CM+CdL          | 4+9             | 2+3             | AFC Cup            | 8                  | 8                  |             | -           | -           | 41     | 20     |        |
| Totale carriera | Totale carriera    | Totale carriera | 64         | 38         |                 | 35              | 14              |                    | 8                  | 8                  |             | -           | -           | 107    | 60     |        |

## Palmarès
- Campionato malaysiano: 1

Johor Darul Ta'zim: 2017
- Coppa della Malaysia: 1
- Johor Darul Ta'zim: 2017